# Гузовино
Гузовино (біл. вёска Гузовіна) — село в складі Крупського району Мінської області, Білорусь. Село підпорядковане Костричницькій сільській раді, розташоване в східній частині області.